# Cyaniris bizene
Cyaniris bizene är en fjärilsart som beskrevs av Johann Andreas Benignus Bergsträsser 1779. Cyaniris bizene ingår i släktet Cyaniris och familjen juvelvingar. Inga underarter finns listade i Catalogue of Life.